# Смерть Олега, князя древлянского
Смерть Олега, князя древлянского (укр. Смерть Олега, князя древлянського) — рисунок Тараса Шевченко, выполненный им в 1836 году в Санкт-Петербурге тушью и кистью на бумаге. Один из рисунков на историческую тематику, созданных во время учёбы у художника Василия Ширяева. На рисунке изображена сцена смерти древлянского князя Олега Святославовича.
Рисунок был подарен художником Василию Жуковскому и долгое время хранился в частных коллекциях в Европе, а затем в Пушкинском Доме в Ленинграде. В 1930 году передан в Институт Тараса Шевченко, затем хранился в различных украинских учреждениях, пока в 1948 году не вошёл в состав фондов Государственного музея Тараса Шевченко. С 1930 года рисунок неоднократно выставлялся на различных выставках.

## История рисунка
Рисунок был создан Тарасом Шевченко в 1836 году в Санкт-Петербурге, во время учёбы у художника Василия Ширяева. Последний обучал своих учеников не только технике интерьерной росписи, но и рисовать работы на античную и мифологическую тематику в академическом стиле. Во время учёбы у Ширяева, Шевченко создал ряд «сложных многофигурных композиций» на тематику античной и отечественной истории. Одновременно, как сторонний ученик, Шевченко учился в классах Общества поощрения художников.
Вместе с несколькими другими работами 1835—1837 годов, рисунок был подарен художником своему товарищу, поэту Василию Жуковскому. Последний в 1841 году покинул Российскую империю и вывез рисунки в Европу. По смерти Жуковского, его сын Павел передал часть родительской коллекции, вместе с рисунком смерти Олега, коллекционеру Александру Онегину, который завещал своё собрание Российской академии наук. С 1928 года рисунок вошёл в фонды Пушкинского Дома, через два года его передали в Институт Тараса Шевченко в Харькове. Затем последовательно хранился в Галерее картин Тараса Шевченко (1932) и Государственном музее Тараса Шевченко (1948). С 1991 года хранится в Национальном музее Тараса Шевченко под инвентарным номером г-317. Состояние удовлетворительное.
Рисунок выполнен тушью на листе бумаги размерами 27,6 × 38,9 сантиметра. В его левом нижнем углу есть авторская надпись, сделанная тушью: 1836 || Шевченко. Он впервые упоминается в издании «Пушкинский дом. Выставка собраний А. Ф. Онегина» (1930). Искусствовед Алексей Новицкий включил рисунок в восьмой том Полного собрания сочинений Шевченко (1932), где он был впервые репродуцирован и прокомментирован.
Альтернативное название — «Из жизни феодальной Руси», под этим названием рисунок экспонировался в Галерее картин Тараса Шевченко и упоминается в некоторой литературе.

## Сюжет рисунка
Сюжетом для рисунка послужил эпизод первой междоусобной борьбы из истории Киевской Руси — гибель древлянского князя Олега Святославича в 977 году во время нападения на него его брата, киевского князя Ярополка Святославича, подговорённого на это воеводой Свенельдом. Содержание и детали рисунка совпадают с описанием окончания похода Ярополка в «Истории Государства Российского» Николая Карамзина:

Победитель, видя бездушный, окровавленный труп Олегов, лежащий на ковре перед его глазами, забыл своё торжество, слезами изъявил раскаяние, и с горестию указывая на мёртвого, сказал Свенельду: «Того ли хотелось тебе?..».

Рисунок написан с соблюдением требований академического стиля, на его многофигурной композиции основное действие происходит на переднем плане. Статическая сцена на фоне деревянных зданий. В её центре находится фигура убитого князя Олега Святославовича, остальные действующие лица симметрично размещены на рисунке группами. Эмоции героев изображены с помощью традиционных приёмов. Хотя дружинники по-разному реагируют на братоубийство, для них это «неотвратимый случай в борьбе за власть». На первом плане изображён прорицатель, произносящий речь на смерть Олега, вроде «Князь помер, хай живе новий князь!». Согласно Шевченковскому словарю, художник сочетал стремление воссоздать исторические приметы события с патетикой поз и жестов.
Искусствовед Дмитрий Степовик относит «Смерть Олега, князя древлянского» к серии рисунков Тараса Шевченко о смерти известных исторических персонажей. Литературовед Станислав Росовецкий связывал тематику смерти в этих рисунках Шевченко с «юношеским влечением к Танатосу», вызванным депрессией художника из-за длительных отсрочек по его выкупу из крепостных. В отличие от рисунков по античной тематике, которые имели моральный подтекст, рисунки по отечественной истории имеют социально-политический подтекст. Смерть древлянского князя показана как народная драма, имеющая определённые политические последствия. Художник в своём рисунке осуждает тяжкое преступление — братоубийство.
Искусствовед Леонид Владич, считал основной сюжет рисунка «явственно говорящим», по его мнению, это «осуждение коварного братоубийства». По мнению исследователя Николая Бурачека, рисунок мог быть перерисован из гравюр, находившихся в собственности Василия Ширяева. Искусствовед Александр Скворцов отмечал, что рисунок свидетельствует об «академической выучке» Шевченко, а развитие в рисунке глубины показывает влияние классицизма 1830-е годов. Исследовательница Валентина Судак отмечала, что художник старательно изучил исторический материал, для своего рисунка, возможно, с помощью, схожих по тематике, художественных произведений. В то же время она отмечала, что рисунок показывает ещё недостаточные знания Тараса Шевченко о линейной перспективе и анатомии.

## Участие в выставках
Выставки на которых экспонировался рисунок:
- Выставка собраний А. Ф. Онегина. Ленинград. 1930
- Юбилейная Шевченковская выставка. Киев— Москва. 1964
- Шевченко-художник. К 170-летию со дня рождения. Киев. 1984